# Ласковский, Фёдор Павлович
Фёдор Павлович Ласковский (1843—1905) — русский генерал-лейтенант, участник русско-турецкой войны 1877—1878 гг.

## Биография
Фёдор Ласковский родился в 1843 году. Военное и специальное образование получил в Николаевском инженерном училище и в Николаевской инженерной академии (окончил в 1865 г.), откуда выпущен в 7-й саперный батальон.
22 сентября 1866 г. Ласковский был переведён в лейб-гвардии Сапёрный батальон и 30 августа 1868 г. назначен адъютантом к великому князю Николаю Николаевичу Старшему; 17 апреля 1873 г. произведён в поручики и 29 июля 1874 г. в штабс-капитаны. В этой должности он принимал участие в русско-турецкой войне 1877—1878 гг. и с отличием участвовал 24 апреля при бомбардировке Браилова и 15 июня при переправе через Дунай в отряде генерала Драгомирова; был награждён золотой саблей с надписью «За храбрость»
За отличное мужество и храбрость, оказанные при переправе через Дунай у Зимницы в ночь с 14 на 15 июня 1877 года
Находился также при атаке 5 июля Шипкинского перевала в отряде генерала Святополк-Мирского, причём во время этой атаки роты Орловского пехотного полка, встреченные сильным огнём турок на открытой местности, окопались под руководством Ласковского; в занятии Шипкинского перевала 7 июля, после чего с 7 по 20 июля укреплял на нём позицию. Затем Ласковский заведовал оборонительными работами при Сельви; 18 августа вновь был послан на Шипку к генералу Радецкому и 20 августа участвовал в отражении нападения турок на д. Зелено-Древо; с 28 августа находился под Плевной вплоть до её падения. Затем был командирован в отряд генерала М. Д. Скобелева и при переходе через Балканы 25—27 декабря был начальником передового отряда из двух батальонов Казанского пехотного полка и двух сапёрных рот 4-го сапёрного батальона, заведуя вместе с тем постройкой укреплений и разработкой дорог; при этом при занятии д. Иметли он был ранен и должен был отправиться в Габровский госпиталь. За свои боевые подвиги и заслуги Ласковский получил в числе боевых наград ордена св. Станислава 2-й степени с мечами, св. Анны 2-й степени с мечами и 8 октября 1877 г. — орден св. Георгия 4-й степени
В воздаяние за отличное исполнение данного поручения по укреплению Шипкинского перевала в 1877 году, чем содействовал успешному отражению неприятельских штурмов
Произведённый в полковники (со старшинством от 5 июня 1877 г.), Ласковский в 1880 г. был назначен адъютантом великого князя Николая Николаевича Старшего по должности генерал-инспектора по инженерной части, а в 1886 г. с производством в генерал-майоры — состоящим при нём для поручений. В 1889 г. Ласковский был назначен командиром лейб-гвардии Саперного батальона и в 1894 г. — начальником 6-й сапёрной бригады. С производством в 1896 г. в генерал-лейтенанты Ласковский последовательно затем назначается: в 1898 г. — начальником 1-й гренадерской дивизии, в 1902 г. — командиром XVIII армейского корпуса и в 1904 г. — помощником командующего войсками Варшавского военного округа. Отличаясь личной храбростью, боевым и служебным опытом, прямодушный и спокойный характером, Ласковский на командных должностях был выдающимся начальником, привлекавшим к себе сердца подчинённых и оставившим о себе светлую память в рядах русской армии.
Фёдор Павлович Ласковский умер в 1905 году.